# Eisenbahnbrücke Hemishofen
Die Eisenbahnbrücke Hemishofen ist eine eingleisige Brücke der Bahnstrecke Etzwilen–Singen, die in der Schweiz bei Hemishofen den Rhein überspannt und die Gemeinden Hemishofen und Wagenhausen verbindet. Das Bauwerk stammt aus dem Jahr 1875 und wird als Denkmal von regionaler Bedeutung eingestuft.

## Geschichte
Zum Bau des grössten Ingenieurbauwerkes der Bahnstrecke Winterthur–Singen führte die Schweizerische Nationalbahn einen europaweiten Wettbewerb durch. Mit der Errichtung des Überbaus und der Pfeiler beauftragte sie im Frühjahr 1874 den Gewinner des Wettbewerbes, das Pariser Unternehmen Cail & Cie. Oft wurde in älteren Publikationen unzutreffend Gustave Eiffel als Konstrukteur der Brücke genannt. Die Gründung hatte die Wiener Firma Cless & Teyber im Auftrag.
Im Dezember 1874 begannen die Gründungsarbeiten, am 8. April waren die Sockel für die Brückenpfeiler fertiggestellt. Nach dem Bau der drei schmiedeeisernen, insgesamt 110 Tonnen schweren Pfeiler begann im Mai die Montage des 445 Tonnen schweren Überbaus. Dies wurde mit Hilfe eines Holzlehrgerüstes durchgeführt, das in Stein am Rhein hergestellt und abschnittsweise auf dem Rhein zur Baustelle geflösst wurde. Am 8. Juli 1875 folgte die Probebelastung, neun Tage später wurde das Bauwerk in Betrieb genommen. Wachsende Zugmassen führten im Laufe der Zeit zu mehreren Verstärkungsmassnahmen an der Brücke. So wurden zwischen 1894 und 1901 die Längs-, Quer- und Hauptträger durch zusätzliche Gurtlaschen ertüchtigt. Im Jahr 1936 wurden T-Träger aufgeschweisst und 1964 die Knotenbleche verstärkt. Die letzte umfangreiche Instandsetzung folgte im Jahr 1980.
Im Jahr 1969 kam es zur Einstellung des Personenzug- und 2004 des Gesamtzugverkehrs. Im April 2006 wurde die Stiftung Eisenbahnbrücke Hemishofen gegründet, die entsprechend dem Stiftungszweck die Rheinbrücke von den SBB erwarb und diese im Rahmen eines Museumzugbetriebs der ursprünglichen Nutzung als Eisenbahnbrücke wieder zuführte. Die SBB hatten dabei mit 950'000 CHF die Freistellung von den Verpflichtungen bezüglich des Unterhalts, der Sicherung und eines eventuell einmal notwendigen Rückbaus des Bauwerks abgegolten.

## Konstruktion
Der 254 m lange schweisseiserne Brückenüberbau weist in Längsrichtung einen Durchlaufträger mit konstanter Höhe als Bauwerkssystem auf. Die Stützweiten der beiden Randfelder betragen 57 m, die beiden mittleren Öffnungen spannen 70 m weit. In Querrichtung ist ein 4,5 m breiter und 6,0 m hoher Fachwerkkasten vorhanden. Die Hauptträger besitzen ein Rautenfachwerk mit Pfosten. Eine Besonderheit ist, dass die drei 15 m hohen, pyramidenförmigen Pfeiler Fachwerkkonstruktionen sind. Sie stehen mit Grundrissabmessungen von 4,0 m auf 9,0 m auf 7,5 m hohen steinverkleideten Betonsockeln und sind in diesen mit jeweils vier grossen Schrauben von 3,0 m Länge verankert. Die Gründung jedes Pfeilers besteht aus 118 Holzpfählen mit etwa 30 cm Durchmesser und Längen von bis zu 8,0 m, auf denen die Pfahlkopffundamente angeordnet sind. Die Herstellung erfolgte im Schutz von Spundwänden und Fangdämmen.  
Die Brücke dient nur dem Eisenbahnverkehr, eine Überquerung zu Fuss ist nicht möglich, der Wanderweg führt über die Strassenbrücke weiter östlich.

## Unglück 1944
Am 17. Juni 1944 kam es im südlich der Brücke gelegenen Wäldchen «Tschungel» zu einem folgenschweren Unglück. Entlang des Rheins bestand für den Fall eines deutschen Angriffs eine Reihe von Verteidigungsstellungen, von dem unter anderem der Maschinengewehrbunker A 5522 am Nordufer unter der Brücke zeugt. Zur effizienten Verminung der Fahrbahn auf der Brücke wurden, nicht ganz vorschriftskonform, zehn Panzerminen auf einem Brett montiert und die Sicherungen so verbunden, dass sie durch Ziehen der Sicherung der ersten Mine gleichzeitig scharf gemacht werden konnten. Nach dem Einlagern zweier solcher Minenbretter kam es aus nie ganz geklärten Gründen zur Explosion. Dabei fanden zehn Armeeangehörige der Gz. S. Kp. II/261 den Tod.

## Die Hemishofener Brücke als Filmkulisse
In der BBC-Serie Colditz, Teil 1, Episode 15, erscheint die Hemishofener Brücke nach ca. 30 Minuten als eine Brücke, die in Deutschland liegt. Zwei flüchtige britische Offiziere möchten sie gerne überqueren, verzichten aber darauf, als sie beobachten, dass die Brücke patrouilliert wird.

## Bilder

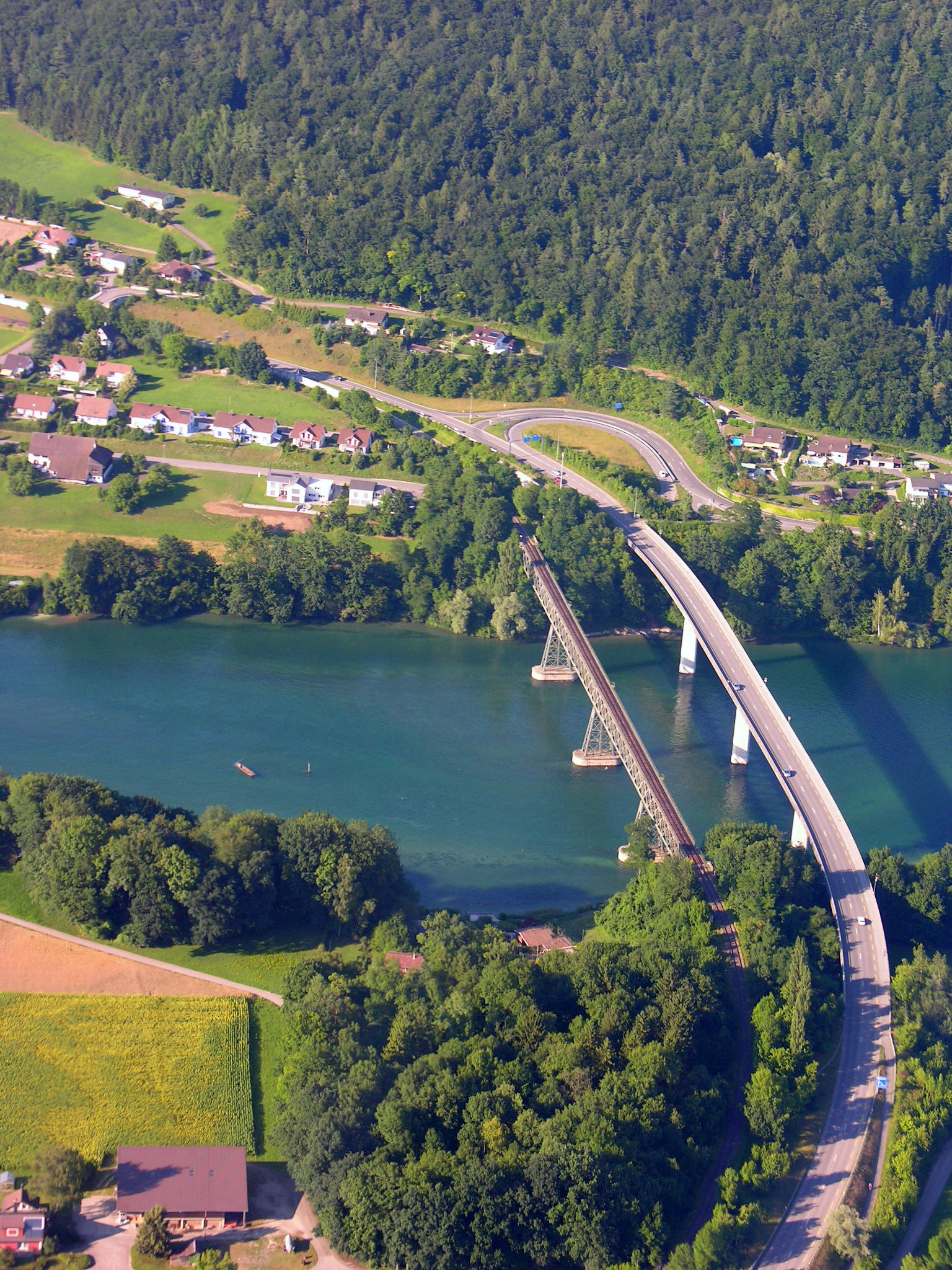
Sicht von Süden
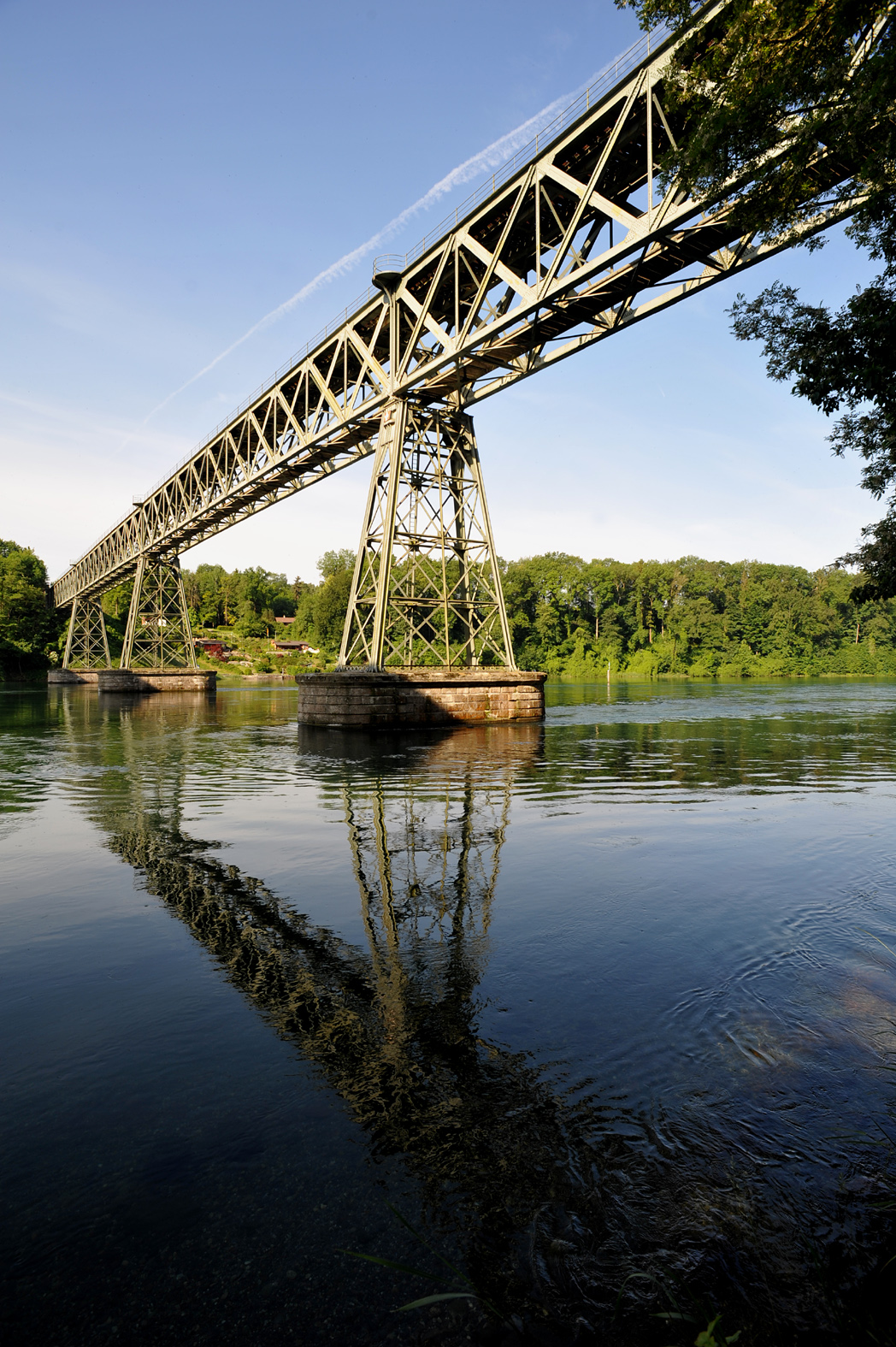
Sicht vom Nordufer
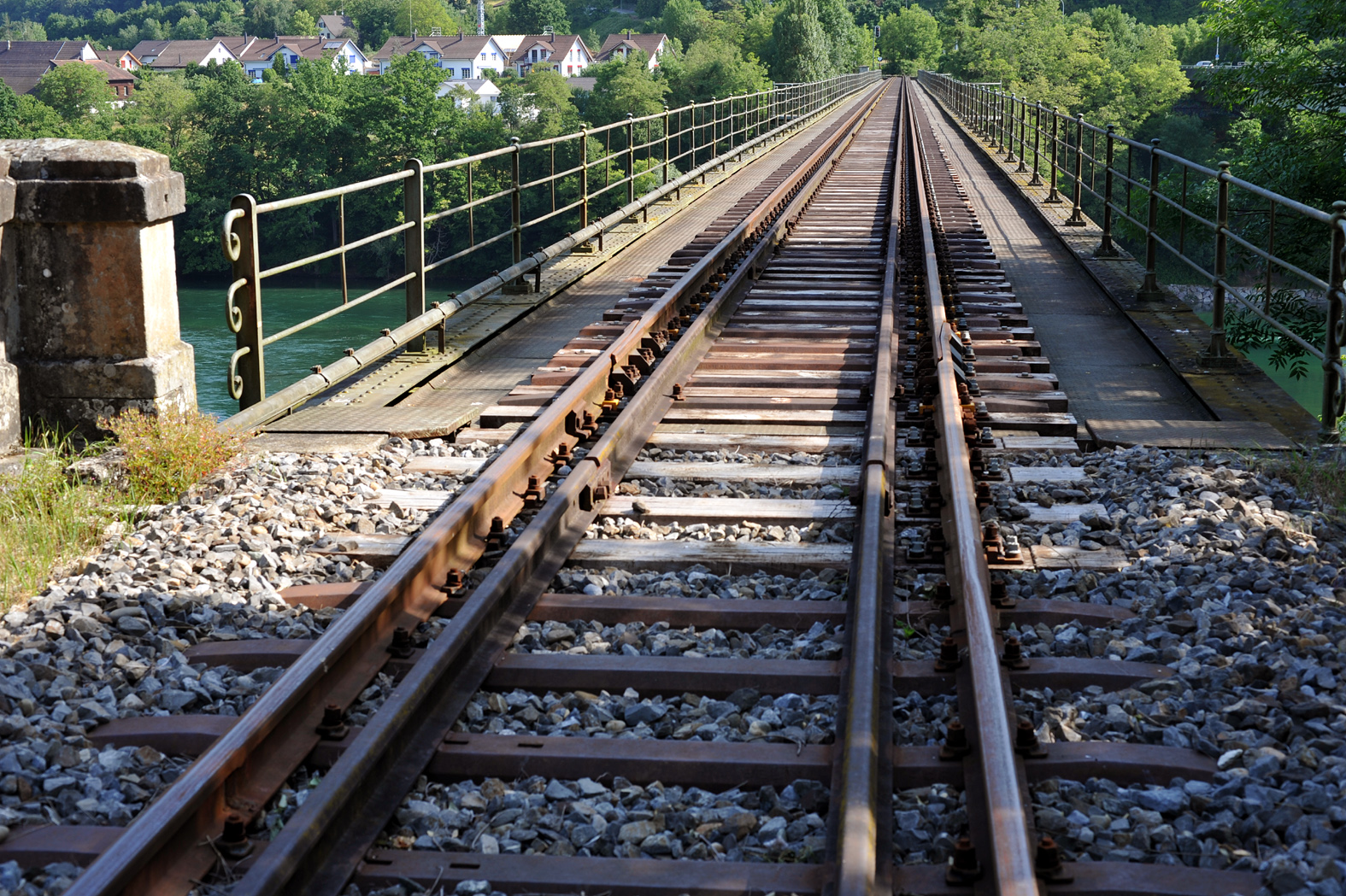
Fangschienen und Schienenauszug
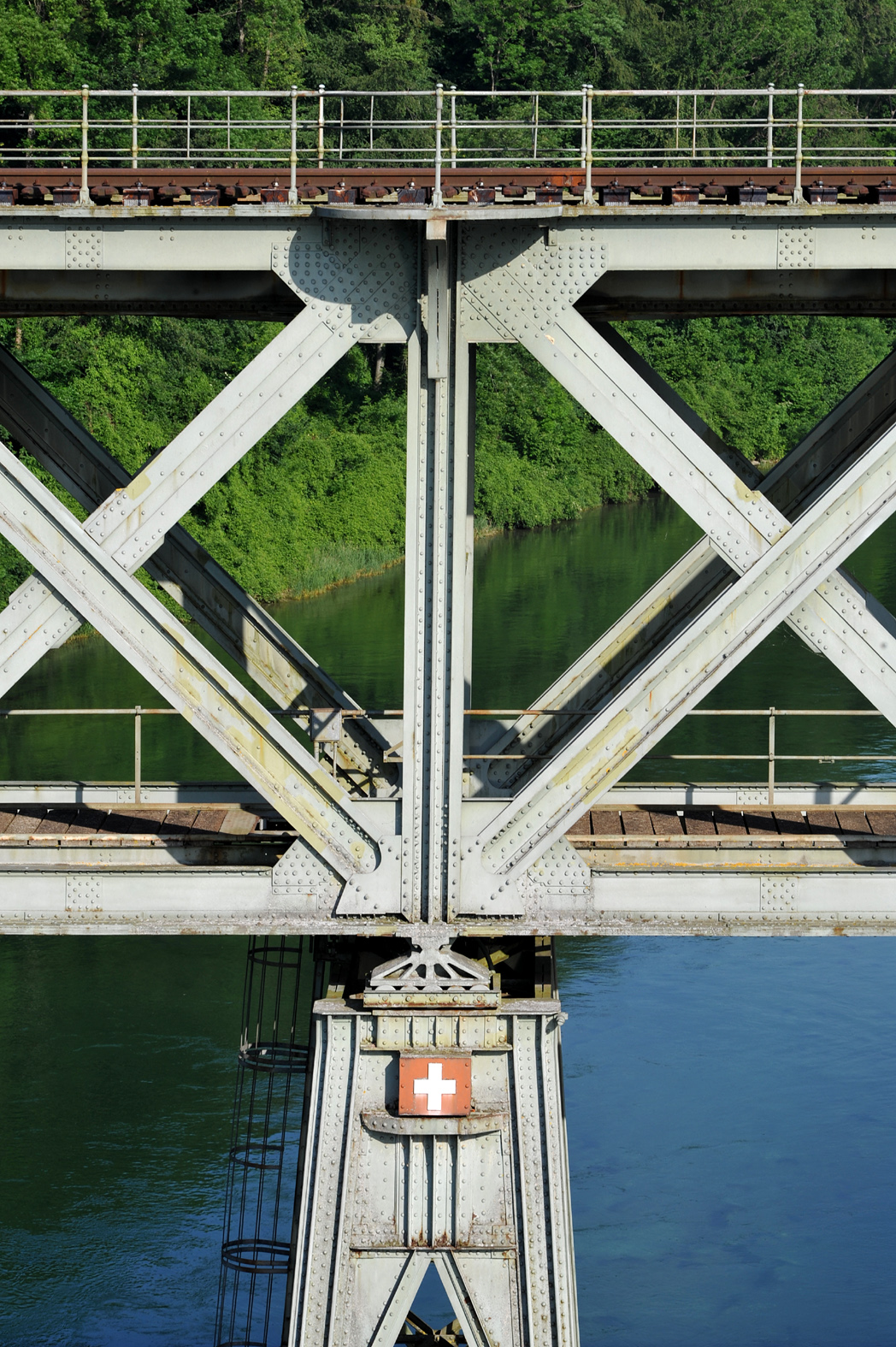
Südpfeiler, kombiniertes Lager für Wipp- und Längsbewegung